# Luis Ángel López
Luis López García  (Buenos Aires, Argentina, 11 de julio de 1925- ¿?) fue un futbolista y entrenador argentino. Se desempeñaba en la posición de delantero.

## Trayectoria
En 1949 llegó a Colombia, en el inicio de la época del "Dorado", para jugar en Independiente Santa Fe donde anotó 16 goles en el torneo de ese año. En 1952 viajó a Perú para jugar en Mariscal Sucre y al año siguiente en Atlético Chalaco. En este último club formó parte del equipo conocido como "Ballet Porteño" integrando el centro de la línea delantera con sus compatriotas Antonio Aguiar y Gualberto Bianco.
Retirado tempranamente de la práctica profesional por una lesión en la columna, fue entrenador de Ciclista Lima en la segunda mitad de la temporada 1957, desde 1958 hasta 1959 dirigió a Porvenir Miraflores en Segunda División, ese mismo año dirigió a Atlético Chalaco tras la partida de Dan Georgiadis y al año siguiente comandó al Mariscal Castilla, donde tuvo en sus filas al entonces joven Alberto Gallardo.
Luego dirigió a Deportivo Cali, Racing de Montevideo, Lanús, Defensores de Cambaceres y Santiago Morning (1972-1973).

## Clubes

### Como futbolista
| Club                   | País      | Año       |
| ---------------------- | --------- | --------- |
| Lanús                  | Argentina | 1948      |
| Independiente Santa Fe | Colombia  | 1949-1951 |
| Mariscal Sucre         | Perú      | 1952      |
| Atlético Chalaco       | Perú      | 1953-1954 |
| Ciclista Lima          | Perú      | 1955-1956 |

### Como entrenador
| Club                     | País      | Año       |
| ------------------------ | --------- | --------- |
| Ciclista Lima            | Perú      | 1957      |
| Atlético Chalaco         | Perú      | 1959      |
| Porvenir Miraflores      | Perú      | 1959-1960 |
| Mariscal Castilla        | Perú      | 1960      |
| Deportivo Cali           | Colombia  | 1961-1962 |
| Deportes Tolima          | Colombia  | 1963      |
| Racing de Montevideo     | Uruguay   | 1963-1964 |
| Defensores de Cambaceres | Argentina | 1965      |
| Aucas                    | Ecuador   |           |
| Deportivo Cali           | Colombia  | 1971      |
| Santiago Morning         | Chile     | 1972-1973 |